# Rosa thành Lima
Thánh Rôsa của Lima, T.O.S.D. (20 tháng 4 năm 1586 - 24 tháng 8 năm 1617), là một thành viên của Dòng ba Đa Minh ở Lima, Peru, người được biết đến với cả đời sống khổ hạnh và chăm sóc người nghèo của thành phố thông qua nỗ lực của riêng mình. Là một thành viên giáo dân của Dòng Đa Minh, cô đã được Giáo hội Công giáo tuyên bố là thánh nhân, là người đầu tiên được sinh ra ở châu Mỹ được tuyên phong trở thành một vị thánh của Giáo hội này.
Cô thu hút sự chú ý của các thầy tu Dòng Đa Minh. Cô muốn trở thành một nữ tu, nhưng cha cô ngăn trở ước muốn này và cấm cô thực hiện, vì vậy, thay vào đó, cô gia nhập Dòng Ba Đa Minh (một nhánh của dòng tu dành cho giáo dân tại nhà) trong khi sống trong nhà cha mẹ cô. Năm 20 tuổi, cô hoàn thành các công việc Dòng Ba Đa Minh và quyết định cử hành nghi thức vĩnh khấn. Cô chỉ cho phép mình ngủ tối đa hai tiếng mỗi đêm, để cô có nhiều giờ cống hiến để cầu nguyện. Cô đội một chiếc vương miện nặng bằng bạc, với những gai nhỏ ở bên trong, nhằm noi theo mão gai do Chúa Giêsu từng đội.
Trong mười một năm, cô sống theo cách này và sau khoảng thời gian hôn mê, cô qua đời vào ngày 24 tháng 8 năm 1617 ở tuổi 31. Người ta nói rằng cô đã biết trước được ngày chết của mình. Đám tang của cô được tổ chức tại nhà thờ, có sự tham dự của tất cả các cơ quan công quyền của Lima.
Rôsa đã được Giáo hoàng Clêmentê IX phong chân phước vào ngày 10 tháng 5 năm 1667 và được tuyên phong Hiển thánh vào ngày 12 tháng 4 năm 1671, bởi Giáo hoàng Clêmentê X.